# Kanton Bavella
 Bavella  is een kanton van het Franse departement Corse-du-Sud. Het kanton maakt deel uit van het arrondissement Sartène. In 2021 telde het 14.364 inwoners.

Het kanton werd gevormd ingevolge het decreet van 24 februari 2014 , met uitwerking op 22 maart 2015, met Porto-Vecchio als hoofdplaats.

## Gemeenten
Het kanton omvat volgende gemeenten:
- Porto-Vecchio (noordoostelijk deel)
- Conca
- Lecci
- San-Gavino-di-Carbini
- Sari-Solenzara
- Zonza